# ریچارد دویل (نویسنده)
ریچارد دویل (انگلیسی: Richard Doyle؛ ۱۰ ژانویه ۱۹۴۸ – ۲۲ ژوئن ۲۰۱۷) نویسنده رمان‌نویس اهل بریتانیا بود.
از فیلم‌ها یا مجموعه‌های تلویزیونی که وی در آن‌ها نقش داشته‌است، می‌توان به سیل اشاره نمود.